# Mamelodi Sundowns Football Club
O Mamelodi Sundowns Football Club é um clube de futebol sul-africano sedeado em Mamelodi, Pretória. Pertencente ao magnata empresarial Patrice Motsepe, o clube é apelidado de The Brazilians, uma referência aos seus uniformes (amarelo e azul), que se assemelham aos da Seleção Brasileira.
O Mamelodi Sundowns joga a Premier Soccer League e detém dezoito títulos nacionais, o que faz dele o maior campeão sul-africano. Além dessas, o clube detém conquistas como os seis títulos da Copa da África do Sul, quatro títulos da Copa da Liga Sul-Africana, um título da Liga dos Campeões da CAF e um título da Supercopa Africana.

## História

### Fundação e primeiros anos
O Mamelodi Sundowns foi fundado no início da década de 1960 por jovens residentes de Marabastad, nos arredores de Pretória. O clube ingressou na Liga Profissional da Federação de Futebol em 1967 e disputou sua primeira decisão; contudo, sofreu um revés para o Berea United e perdeu o título da Copa Coca Cola. Em 1980, foi relegado para a segunda divisão nacional, permanecendo no segundo escalão por cinco anos.

### Era Mr. Cool
As primeiras conquistas do Mamelodi Sundowns ocorreram após a aquisição de Zola Mahobe, conhecido como Mr. Cool. Em 1985, o clube obteve a promoção e retorna para a primeira divisão nacional. No ano seguinte, conquistou o primeiro título de sua história, a Copa Mainstay. O ápice da equipe se deu em 1988, quando conquistou o Campeonato Sul-Africano e a Copa MTN 8. Contudo, o clube entrou numa crise após a prisão de Mahobe.

### 1988–2000: ápice nacional
Após a prisão de Mahobe, em 1988, o Standard Bank toma a posse do Mamelodi Sundowns. Mais tarde, Angelo e Natasha Tsichlas, compraram o clube do banco juntamente com uma empresa criada com os irmãos Krok. Sob os novos proprietários, o clube estabeleceu seu maior ápice nacional, conquistando sete títulos sul-africanos. A primeira série de vitórias começou em 1996, incluindo uma sequência de três títulos consecutivos.

### 2000–2015: ascensão internacional e afirmação no cenário nacional
No primeiro ano do século XXI, o Mamelodi Sundowns conseguiu a melhor campanha na Liga dos Campeões de 2000. O clube foi eliminado por causa dos critérios de desempates e perdeu a vaga na decisão para o Espérance de Tunis. No ano seguinte, eliminou o Atlético Petróleos da Angola e chegou pela primeira vez na decisão; contudo, perdeu o título para o Al-Ahly. No cenário nacional, foi campeão nacional por três temporadas: 2005–06, 2006–07 e 2013–14.

### 2016–2020: títulos nacionais e a conquista da Liga dos Campeões
Em 2016, o Mamelodi Sundowns estreou na Liga dos Campeões da CAF com um revés para o Chicken Inn, mas reverteu a desvantagem e prosseguiu na competição. Antes de alcançar a fase de grupos, eliminou AC Léopards e AS Vita Club. Classificou-se da fase de grupos e alcançou a final eliminando o ZESCO United. O primeiro confronto da decisão ocorreu em 15 de outubro, em Pretória. Na ocasião, o Mamelodi Sundowns triunfou sobre o Zamalek com gols de Anthony Laffor, Tebogo Langerman e Islam Gamal (contra). Uma semana depois, em Alexandria, a equipe sofreu um revés por uma diferença mínima e conquistou, no placar agregado, o primeiro título da Liga dos Campeões da CAF.
No contexto nacional, a equipe obteve três eliminações na temporada. A primeira ocorreu em abril, com um revés para o Orlando Pirates na Nedbank Cup. No início do mês de outubro, a equipe havia perdido a final da Taça MTN 8 para o Bidvest Wits, e, no mês seguinte, foi eliminado nas penalidades da Copa da Liga Sul-Africana. Apesar das derrotas, o Mamelodi Sundowns conquistou o título do nacional, obtendo uma campanha de 22 vitórias. Os resultados positivos na temporada foram reconhecidos na premiação da Confederação Africana de Futebol em Abuja, Nigéria, onde recebeu o prêmio "clube do ano".
Em 2017, disputou a Supercopa da CAF e saiu vitorioso (1–0) do jogo realizado em 18 de fevereiro, no estádio Loftus Versfeld, em Pretória. Em competições nacionais, o clube voltaria a conquistar o Campeonato Sul-Africano nas edições de 2017–18 e 2018–19, além do vice de 2016–17 e do título da Copa da Liga Sul-Africana de 2019. Já na temporada de 2019–20, o clube obteve uma nova eliminação na competição continental, desta vez para o Al-Ahly. Por outro lado, conquistou seu décimo terceiro título nacional e obteve uma sequência de três títulos consecutivos, repetindo o próprio feito da década de 1990.

## Elenco atual
Última atualização: 25 de junho de 2025.

## Jogadores e treinadores
No início de sua história, o clube obteve a relevância dos jogadores Frank "ABC" Motsepe, Roy Fischer, Ingle Singh e Bernard Hartze. Em 2016, o goleiro Denis Onyango recebeu o prêmio de melhor jogador baseado no continente. Pitso Mosimane, por sua vez, ganhou o prêmio de melhor treinador.

## Títulos
Fonte: 
| CONTINENTAIS | CONTINENTAIS              | CONTINENTAIS | CONTINENTAIS |
|              | Competição                | Títulos      | Temporadas |
| ------------ | ------------------------- | ------------ | --- |
|              | Liga dos Campeões da CAF  | 1            | 2016 |
|              | Supercopa da CAF          | 1            | 2017 |
|              | Liga Africana             | 1            | 2023 |
| NACIONAIS    |                           |              | |
|              | Competição                | Títulos      | Temporadas |
|              | Campeonato Sul-Africano   | 18           | 1988, 1990, 1993, 1997–98, 1998–99, 1999–00, 2005–06, 2006–07, 2013–14, 2015–16, 2017–18, 2018–19, 2019–20, 2020–21, 2021–22, 2022–23, 2023–24, 2024–25 |
|              | Copa da África do Sul     | 6            | 1986, 1998, 2008, 2014–15, 2019–20, 2021–22 |
|              | Copa da Liga Sul-Africana | 4            | 1990, 1999, 2015, 2019 |
|              | Taça MTN 8                | 4            | 1988, 1990, 2007, 2021 |